# Države i teritoriji Indije
Indija je federalna unija država koja se sastoji od dvadeset i osam država i sedam saveznih teritorija. Države i teritoriji se dijele na distrikte, itd.

## Države i teritoriji
Savezne države:
1. Andhra Pradesh
2. Arunachal Pradesh
3. Assam
4. Bihar
5. Chhattisgarh
6. Goa
7. Gujarat
8. Haryana
9. Himachal Pradesh
10. Telangana
11. Jharkhand
12. Karnataka
13. Kerala
14. Madhya Pradesh
15. Maharashtra
16. Manipur
17. Meghalaya
18. Mizoram
19. Nagaland
20. Orissa
21. Punjab
22. Rajasthan
23. Sikkim
24. Tamil Nadu
25. Tripura
26. Uttaranchal
27. Uttar Pradesh
28. Zapadni Bengal

Savezni teritoriji:
A Andamani i Nikobari
B Chandigarh
C Dadra i Nagar Haveli
D Jammu i Kašmir
E Lakshadweep
F Delhi
G Puducherry
H Ladakh